# Anopheles balabacensis
Anopheles balabacensis este o specie de țânțari din genul Anopheles, descrisă de Francisco E. Baisas în anul 1936. Conform Catalogue of Life specia Anopheles balabacensis nu are subspecii cunoscute.